# Michael Cretu
Michael Cretu (en rumano Mihai Creţu; Bucarest, 18 de mayo de 1957) es un músico rumano-alemán conocido sobre todo por ser el creador del proyecto musical Enigma.
Ha trabajado a lo largo de su carrera con Boney M, Goombay Dance Band, Hubert Kah, Peter Cornelius, Manfred «Thissy» Thiers, Inker & Hamilton, Peter Schilling, Mike Oldfield, Sandra, Peter Ries, Jens Gad, Frank Peterson, David Fairstein, Ruth-Ann Boyle y Andru Donalds.
Tuvo su propio estudio de grabación, los A.R.T. Studios, situado en su casa emplazada en la isla de Ibiza (España) desde 1988.

## Inicios como solista
Michael Cretu nació de padre rumano y madre austríaca con el nombre de Mihai Creţu. Estudió música clásica en Bucarest en 1965, y en París (Francia), en 1968. Después cursó estudios en la Academia de Música de Fráncfort (Alemania), de 1975 a 1978, graduándose y obteniendo el Título en Música. Cretu fue empleado entonces como teclista y arreglista por Frank Farian, productor alemán que estaba detrás de artistas como Boney M. y Milli Vanilli en los años 1970 y 1980, respectivamente.
El primer lanzamiento de Cretu como solista fue el sencillo «Shadows Over My Head», de 1978, bajo el sello Polydor. Su primer álbum fue publicado en 1979 bajo el título de Moon, Light & Flowers.
El segundo álbum de Cretu como solista fue Legionäre, cantado en alemán y lanzado en 1983 en el sello Virgin junto a la versión cantada en inglés que lleva el título Legionnaires.

El tercer álbum de Cretu fue titulado Die chinesische Mauer, lanzado en 1985, este título hacía referencia a la Gran Muralla China. Como su álbum anterior, fue cantado por Michael Cretu en alemán. Este álbum también se había lanzado en versión inglesa y con diferente listado de canciones bajo el nombre The Invisible Man. Varias de las pistas en The Invisible Man fueron remezcladas, teniendo una duración diferente a las versiones alemanas de Die chinesische Mauer. Contenía el sencillo «Samurai», que llegó a ser un éxito en Europa.

## Como productor
Mientras iba editando sus discos como solista, decidió formar parte en 1981 del grupo musical Moti Special, al cual produjo y con el que actuaba, hasta publicar el exitoso álbum Motivation en 1985. 
Cretu se metió a partir de 1984 a productor del grupo musical Hubert Kah, empezando a escribir canciones con el líder de la banda, Hubert Kemmler, y logrando algunos éxitos para el grupo. Aparte de ese trabajo, Cretu fue uno de los productores en 1987 del álbum de Mike Oldfield Islands, concretamente de la última pista «The Time Has Come», y productor en 1988 del sencillo de Peter Schilling «The Different Story (World of Lust and Crime)».
Michael Cretu conoció a su futura esposa Sandra Ann Lauer cuando formaba parte como teclista en las giras en vivo de Arabesque, de cuyo trío femenino Sandra formaba parte desde 1979. Una vez separado el trío, Cretu coescribió y produjo varios álbumes y sencillos de éxito para ella, empezando por la canción «(I'll Never Be) Maria Magdalena», que llegó a ser n.º 1 en las listas musicales de 21 países. Cretu contrajo matrimonio con Sandra el 7 de enero de 1988, matrimonio del cual nacerían dos gemelos en 1995, llamados Nikita y Sebastian.
En 1987 formó con el que fuera también miembro como él de Moti Special, Manfred «Thissy» Thiers, el dúo Cretu and Thiers, con quien editó el álbum Belle Epoque.
En 1988 se hizo construir los estudios de grabación A.R.T. Studios en su residencia en la isla de Ibiza (España). Los A.R.T. Studios se iban actualizando periódicamente con el paso del tiempo. 
En 1992, dos años después de haber editado el primer disco de su proyecto musical Enigma, Cretu publicó un álbum en colaboración con Peter Cornelius, Cornelius + Cretu, cantado íntegramente en alemán.
En 1998, Cretu formó equipo con Jens Gad (anteriormente ya habían trabajado en el álbum de Enigma The Cross of Changes) para crear el disco The Energy of Sound bajo el nombre de Trance Atlantic Air Waves. Cretu y Gad trabajaron asimismo con el cantante jamaicano Andru Donalds, obteniendo éxito particularmente en Europa con la versión de «All Out of Love», incluido en su álbum Snowin' Under My Skin, de 1999.

## El proyecto musical Enigma
Después del matrimonio con Sandra en 1988, Cretu tuvo la idea de crear un proyecto musical llamado Enigma, sugerido por David Fairstein. En colaboración con Frank Peterson y David Fairstein, compuso lo que llegaría a ser un sorprendente éxito mundial, el sencillo «Sadeness (Part I)», incluido en el álbum MCMXC a.D., de 1990, que también llegaría a ser todo un éxito. Uno de los aciertos de Michael Cretu era haber presentado una música nunca antes producida ni oída, lo que le obligaba en adelante a moverse continuamente en busca de nuevas direcciones musicales y estar por delante de posteriores imitadores.
MCMXC a.D. estuvo 282 semanas en la lista de Billboard, y la abandonó dos años más tarde, cuando se publicó el segundo álbum de Enigma, The Cross of Changes, en 1993. Antes de esto, Frank Peterson tuvo algunos desacuerdos con Cretu, abandonando el proyecto musical en 1991. Cretu cambió la dirección musical de Enigma de los cantos gregorianos a los cantos tribales publicando el sencillo «Return to Innocence», consiguiendo otro gran éxito a nivel mundial.
Cretu fue abordado por Paramount Pictures en 1993 para convencerlo de que compusiera la banda sonora de la película Sliver, presentando este únicamente el sencillo «Carly's Song», cuyo título se basó en el nombre del personaje principal interpretado por Sharon Stone en el filme.
En 1996 se publicó el tercer álbum de Enigma, Le Roi Est Mort, Vive Le Roi!. Estilísticamente sonaba como una combinación del primer y segundo disco previamente editados. Aun así, no alcanzó el mismo éxito que los anteriores.
Para el cuarto álbum, Cretu condujo el proyecto en otra dirección al usar samples del Carmina Burana de Carl Orff para The Screen Behind the Mirror. Andru Donalds y Ruth-Ann Boyle aparecieron por primera vez en este disco. Aunque Jens Gad había trabajado con Michael Cretu en los primeros álbumes de Enigma, aquí fue la primera vez que salió acreditado.
Decidiendo que la primera etapa de Enigma se había cerrado, Cretu lanzó dos discos recopilatorios: Love Sensuality Devotion: The Greatest Hits y Love Sensuality Devotion: The Remix Collection.
Para entonces, Cretu estuvo indeciso si continuar con el proyecto musical, hasta que presentó Voyageur en 2003. Sonidos tradicionales en su música como la flauta shakuhachi o los cantos tribales y gregorianos fueron reemplazados por rítmicas melodías orientadas al pop.
En marzo de 2006 se publicó un nuevo sencillo llamado «Hello + Welcome», sin álbum de acompañamiento.
El 25 de septiembre se publicó a nivel mundial el sexto álbum de Enigma, A Posteriori, siendo nominado a mejor álbum en la categoría New age en los premios Grammy.
En noviembre de 2007 se produjo la separación entre Michael Cretu y Sandra, lo que puso fin a una fructífera relación sentimental y artística de 19 años.
El 19 de septiembre de 2008 salió el séptimo álbum de Enigma, Seven Lives Many Faces.
El 11 de noviembre de 2016 salió a la venta el octavo àlbum de enigma, The Fall of a Rebel Angel.
-

## Discografía
Álbumes
- 1979 - Moon, Light & Flowers
- 1983 - Legionäre (Legionnaires, en su versión inglesa)
- 1985 - Die chinesische Mauer (The Invisible Man, en su versión inglesa ligeramente distinta a la alemana)